# Dito Montiel
Orlandito „Dito” Montiel (New York City, 1965. július 26.–) amerikai író, filmrendező és zenész.

## Életpályája
A New York-i születésű Montiel a Major Conflict nevű hardcore punk zenekarának feloszlása után került a köztudatba. Később, 1989-ben vált ismertté, amikor a Geffen Records 1 millió dolláros lemezszerződést kötött az újonnan alakult Gutterboy nevű formációjával, ami akkoriban páratlan összeg volt. A zenekar a debütálás után kiesett, és a rocktörténelem egyik „legsikeresebb” kudarcba fulladt együttesének titulálták.
2003-ban Montiel kiadta A Guide to Recognizing Your Saints című memoárját, amely részletesen bemutatja életét, amikor az 1980-as évek elején a Queens-i Astoriában nőtt fel a hardcore punk kultúra felemelkedésének idején. A könyvben leírja a Gutterboy nevű zenekarával eltöltött turnéidőt és rövid modellkarrierjét a Versace-nál, valamint más személyes anekdotákat.

## Karrierje
Miután bestseller könyvét forgatókönyvvé adaptálta, Montiel rendezőként debütált Őrangyallal, védtelenül című filmmel, amelyben Robert Downey Jr. (az idősebb Montiel szerepében), Dianne Wiest, Channing Tatum és Shia LaBeouf (a fiatal Montiel) játszotta a főszerepet. A film executive producere Trudie Styler volt.
2006-ban adta ki a Rhino Records forgalmazásában a Dito Montiel című albumát. Második regénye, az Eddie Krumble is the Clapper 2007 áprilisában jelent meg.
Montiel rendezte a Bunyó amerikai filmet is, amely egy fiatal New York-i utcai árusról szól, aki megismerkedik a földalatti utcai harcok világával. A film a második közös munkája Tatummal, és a főszerepekben Terrence Howard és Luis Guzmán is szerepel. 
2011-ben a Sundance Filmfesztiválon játszották Montiel Senki fia című rendőrdrámáját, amelyben ismét Tatum, valamint Ray Liotta, Al Pacino, Tracy Morgan és Katie Holmes játszott. A filmet az Anchor Bay Entertainment szerezte meg forgalmazásra.
2013-ban rendezte a Liam Hemsworth, Emma Roberts és Dwayne Johnson főszereplésével készült Tuti szajré című bűnügyi drámát. Ezt követte a Boulevard drámafilm, Robin Williams és Kathy Baker főszereplésével. Ez volt Williams utolsó filmje.

## Tanítás
Montiel a UCLA Extension programjának oktatója a forgatókönyvírás témakörében.

## Filmográfia
- Őrangyallal, védtelenül (2006)
- Bunyó (2009)
- Senki fia (2011)
- Tuti szajré (2013)
- Boulevard (2014)
- Egy katona élete (2015)
- The Clapper (2017)
- Critical Thinking (2020)
- Afterward (TBA)

## Fordítás
- Ez a szócikk részben vagy egészben  a   Dito Montiel című angol Wikipédia-szócikk fordításán alapul.  Az eredeti cikk szerkesztőit annak laptörténete sorolja fel. Ez a jelzés csupán a megfogalmazás eredetét és a szerzői jogokat jelzi, nem szolgál a cikkben szereplő információk forrásmegjelöléseként.